# ۱۷۲۶ (میلادی)
۱۷۲۶ (میلادی) هزار وهفتصد و بیست و ششمین سال تقویم میلادی است.

## درگذشتگان
‎